# 알폰소 메넨데스
알폰소 메넨데스 바인(스페인어: Alfonso Menéndez Vallín, 1966년 5월 31일~)은 스페인의 양궁 선수, 지도자이다. 1992년 하계 올림픽 양궁 단체전에서 금메달을 획득했다.